# Macrocarpaea marahuacae
Macrocarpaea marahuacae är en gentianaväxtart som beskrevs av L. Struwe och V. A. Albert. Macrocarpaea marahuacae ingår i släktet Macrocarpaea och familjen gentianaväxter. Inga underarter finns listade i Catalogue of Life.